# Авъл Семпроний Атрацин (военачалник 380 пр.н.е.)
Вижте пояснителната страница за други личности с името Авъл Семпроний Атрацин.
Авъл Семпроний Атрацин (на латински: Aulus Sempronius Atratinus) e военен, началник на конницата на Римската република.
Произлиза от патрицииската фамилия Семпронии, клон Атрацин. Внук е на Авъл Семпроний Атрацин, (консул 497 и 491 пр.н.е.) и син на Луций Семпроний Атрацин, (суфектконсул 444, цензор 443 пр.н.е.).
През 380 пр.н.е. Авъл Атрацин e началник на конницата на диктатор Тит Квинкций Цинцинат Капитолин. Тогава се води война против Пренесте.